# Jack Heinrich
Pour les articles homonymes, voir Heinrich.
John Herbert "Jack" Heinrich (né le 20 décembre 1936) est un homme politique canadien de la Colombie-Britannique. Il est député provincial créditiste de la circonscription britanno-colombienne de Prince George North de 1979 à 1986.
Il est ministre dans les cabinets des premiers ministres Bill Bennett et Bill Vander Zalm aux postes de ministre du Travail de novembre 1979 à août 1982, de ministre des Affaires municipales de mai 1983 à février 1986, de ministre des Forêt de février à août 1986 et brièvement ministre des Affaires municipal, des Loisirs et de la Culture et ministre de la Forêt en août 1986. Il démissionne du cabinet peu après l'arrivée au pouvoir de Vander Zalm.

## Biographie
Né à Mission en Colombie-Britannique, Heinrich étudie à l'université de la Colombie-Britannique. Il est fait conseiller de la reine en 1986.